# ビバリーヒルズを乗っ取れ!
『ビバリーヒルズを乗っ取れ!』（原題：The Taking of Beverly Hills）は、1991年制作のアメリカ合衆国のアクション映画。シドニー・J・フューリー監督。

## あらすじ
プロフットボールのスタープレーヤーのブーマー・ヘイズは、ビバリーヒルズのあるクラブで開かれたホームレス救済の催しに出席する。そこで彼は主催者の美人女性ローラ・セージに恋をする。
ローラに猛アタックをかけたブーマーは彼女をデートに誘い出すことに成功、ブーマーの家で2人はデートするのだが、突然外が騒がしくなる。タンクローリーが街の中心で横転し、猛毒のフッ素が流れ出したという。警官の格好をした一団が現れて避難命令を発し、街から市民を避難させた。
しかし、実はこれは、街から金品を奪おうとする悪党たちが仕組んだニセの騒ぎだった。一味は誰もいなくなった家に次々と押し入り、高価な宝石などを強奪していく。
1人難を逃れたブーマーは、地元の警官エド・ケルヴィンと協力して一味と闘う。

## キャスト
| 役名                 | 俳優                         | 日本語吹替 | 日本語吹替   |
| 役名                 | 俳優                         | VHS版      | テレビ東京版 |
| -------------------- | ---------------------------- | ---------- | ------------ |
| ブーマー・ヘイズ     | ケン・ウォール               | 堀秀行     | 大塚明夫     |
| ローラ・セージ       | ハーレイ・ジェーン・コザック | 高島雅羅   |              |
| エド・ケルヴィン     | マット・フリューワー         | 中尾隆聖   |              |
| バット・マスターソン | ロバート・デヴィ             | 小林修     | 麦人         |
| 市長                 | ジョージ・ワイナー           | 上田敏也   |              |
| 警官                 | マイケル・ボーウェン         |            |              |
| ベニテス             | ブランスコム・リッチモンド   |            |              |
| ヒーリー             | ライマン・ウォード           |            |              |
| ミッチェル・セージ   | ウィリアム・プリンス         |            |              |
| バーニー             | リー・ヴィング               | 安原義人   |              |
| チアリーダー         | パメラ・アンダーソン         |            |              |

- テレビ東京版：初回放送1996年12月26日『木曜洋画劇場』